# Copacabana (Yunchará)
Copacabana ist eine Ortschaft im Departamento Tarija im südamerikanischen Anden-Staat Bolivien.

## Lage im Nahraum
Copacabana ist zentraler Ort des Kanton Copacabana im Municipio Yunchará in der Provinz José María Avilés. Die Ortschaft liegt auf einer Höhe von 3677 m im Biologischen Schutzgebiet Cordillera de Sama östlich des nord-südlich verlaufenden Höhenzuges der Cordillera de Sama und drei Kilometer südlich der Laguna Grande, einem durch Klimawandel und Landwirtschaft von Austrocknung bedrohten See.

## Geographie
Copacabana liegt auf der Pampa de Tajzara im südöstlichen Teil der kargen Hochebene des bolivianischen Altiplano. Das Klima ist wegen der Binnenlage kühl und trocken und durch ein typisches Tageszeitenklima gekennzeichnet, bei dem die mittleren Temperaturschwankungen zwischen Tag und Nacht in der Regel deutlich größer sind als die jahreszeitlichen Schwankungen.
Die Jahresdurchschnittstemperatur liegt bei 11 °C (siehe Klimadiagramm Yunchará) und schwankt nur unwesentlich zwischen gut 6 °C im Juni/Juli und gut 14 °C von November bis März. Der Jahresniederschlag beträgt nur knapp 400 mm, mit einer stark ausgeprägten Trockenzeit von April bis Oktober mit Monatsniederschlägen unter 15 mm und einer Feuchtezeit von Dezember bis Februar mit 80 bis 95 mm Monatsniederschlag.

## Verkehrsnetz
Copacabana liegt in einer Entfernung von 105 Straßenkilometern westlich von Tarija, der Hauptstadt des gleichnamigen Departamentos.
Von Tarija aus führt die Nationalstraße Ruta 1 nach Norden, durchsticht die Cordillera de Sama in nordwestlicher Richtung und führt über die Ortschaft San Lorencito weiter nach Camargo, Padcoyo und Potosí. In San Lorencito zweigt eine unbefestigte Landstraße in südlicher Richtung ab und erreicht Iscayachi nach elf Kilometern. Von dort führt die Straße weiter nach Süden und führt über die Pampa de Tajzara mit den Salzseen Laguna Tajzara und Laguna Grande weiter nach Yunchará. Vierunddreißig Kilometer südlich von Iscayachi zweigt eine Landstraße in südöstlicher Richtung ab, die Copacabana nach elf Kilometern erreicht.

## Bevölkerung
Die Einwohnerzahl der Ortschaft ist im vergangenen Jahrzehnt deutlich zurückgegangen:
| Jahr | Einwohner         | Quelle       |
| ---- | ----------------- | ------------ |
| 1992 | keine Detaildaten | Volkszählung |
| 2001 | 114               | Volkszählung |
| 2012 | 49                | Volkszählung |
| 2024 |                   | Volkszählung |